# Brigada 12 Infanterie (1916-1918)
Brigada 12 Infanterie a fost o mare unitate de nivel tactic, care s-a constituit la 14/27 august 1916, prin mobilizarea unităților și subunităților existente la pace aparținând de Brigada 12 Infanterie din armata permanentă. Din compunerea brigăzii făceau parte Regimentul 11 Infanterie și Regimentul 12 Infanterie. Brigada a făcut parte din organica Divizia 6 Infanterie, fiind dislocată la pace în garnizoana Galați.:p. 83
La intrarea în război, Brigada 12 Infanterie a fost comandată de generalul de brigadă Gheorghe Sănătescu. Brigada 12 Infanterie a participat la acțiunile militare pe frontul românesc, pe toată perioada războiului, între 14/27 august 1916 - 28 octombrie/11 noiembrie 1918.

## Participarea la operații

### Campania anului 1916
Brigada 12 Infanterie a fost dislocată încă din anul 1915 pentru acoperirea frontierei cu Austro-Ungaria în zona Văii Buzăului. Brigada forma împreună cu alte unități - Grupul Buzău - în subordinea Diviziei 6 Infanterie. În vara și toamna anului 1915 Brigada a efectuat lucrări defensive de „organizare a terenului”:
- o poziție principală pe Dealul Plopilor, Muntele Gârboiu și Lunca Priporului;
- o poziție înaintată la Broasca, pe dealurile Piatra Rusului și Bontul Mic;
- o poziție înaintată la Vama Cheia;
- o poziție de oprire la Gura Techiei, cu poziții înaintate la pichetele Coceanul și Băltița

La 14 august 1916 Grupul Buzău avea în compunere:
comanda asigurată de Brigada 12 Infanterie (comandant General Gheorghe Sănătescu);
- batalioanele 1-3 / Regimentul Siret nr. 11 - Colonel Marin Anghelescu;
- batalioanele 1-3 / Regimentul Cantemir nr. 12 - Locotenent - Colonel Dumitru Harhas;
- Batalionul 2 / Regimentul VI Tecuci nr. 24 - Colonel Leonida Foișoreanu;
- Divizionul 1 / Regimentul 11 Artilerie (3 baterii);
- o baterie / Regimentul 16 Artilerie;
- o baterie / Regimentul 3 Obuziere;
- o baterie cu 6 turele de 53 mm.

În total, grupul a avut în compunere un număr de 7 batalioane de infanterie, 6 baterii de artilerie și 14 mitraliere, însumând un efectiv de 8.000 de oameni. Grupul avea alocat un număr de 20 de motociclete, 70 biciclete, 273 de diverse trăsuri și 1298 de cai.